# Villequier
Villequier era un comune francese di 776 abitanti situato nel dipartimento della Senna Marittima nella regione della Normandia.
Il 1º gennaio 2016, i comuni di Caudebec-en-Caux, Saint-Wandrille-Rançon e Villequier si sono uniti per formare il nuovo comune di Rives-en-Seine.

## Storia

### Simboli
Lo stemma comunale era stato registrato dal Conseil Français d’Héraldique nel 1993.

## Cultura

### Musei
A Villequier si trova il Museo Victor Hugo, allestito nella Maison Vacquerie, che fu di proprietà del genero dello scrittore. Ricorda la tragedia che si consumò il 4 settembre 1843, quando la figlia maggiore Leopoldine col marito Charles Vacquerie, insieme a un nipote e a uno zio, annegarono nella Senna. Aveva appena 19 anni e si era sposata da 7 mesi. Victor Hugo ricorda l’evento in molte delle poesie che fanno parte della raccolta Le Contemplazioni, come A Villequier o Domani all'alba.

## Società

### Evoluzione demografica
Abitanti censiti